# Paweł Gil
Paweł Gil (Lublin, 28 juni 1976) is een Pools voormalig voetbalscheidsrechter. Hij was in dienst van FIFA en UEFA tussen 2009 en 2021. Ook leidde hij tot 2021 wedstrijden in de Ekstraklasa.
Op 30 juli 2009 floot Gil zijn eerste wedstrijd in de UEFA Europa League. Tromsø IL en Slaven Belupo troffen elkaar in de derde ronde (2–1). In dit duel trok de Poolse leidsman eenmaal geel. Zijn eerste wedstrijd in de UEFA Champions League volgde op 13 juli 2011, toen in de tweede ronde Linfield en BATE Barysaw met 1–1 gelijkspeelden. Gil gaf in dit duel opnieuw één enkele maal een gele kaart aan een speler.
Gil werd aangesteld als scheidsrechter op het EK –19 in 2011 en daarnaast ook op het EK –21 in 2013. Hij was als videoscheidsrechter actief op zowel het WK 2018 als het EK 2020.

## Interlands
| Datum            | Plaats                    | Wedstrijd                | Uitslag | Competitie             | Kreeg geel | Kreeg voor de tweede keer geel en dus rood | Weggestuurd |
| ---------------- | ------------------------- | ------------------------ | ------- | ---------------------- | ---------- | ------------------------------------------ | ----------- |
| 8 oktober 2010   | Saitama, Japan            | Japan – Argentinië       | 1 – 0   | Vriendschappelijk      | 4          | 0                                          | 0           |
| 4 juni 2011      | Piraeus, Griekenland      | Griekenland – Malta      | 3 – 1   | EK 2012 kwalificatie   | 1          | 0                                          | 0           |
| 11 oktober 2011  | Sofia, Bulgarije          | Bulgarije – Wales        | 0 – 1   | EK 2012 kwalificatie   | 4          | 0                                          | 0           |
| 16 oktober 2012  | Larnaca, Cyprus           | Cyprus – Noorwegen       | 1 – 3   | WK 2014 kwalificatie   | 7          | 0                                          | 0           |
| 22 mei 2014      | Kiev, Oekraïne            | Oekraïne – Niger         | 2 – 1   | Vriendschappelijk      | 5          | 0                                          | 0           |
| 12 oktober 2014  | Luxemburg, Luxemburg      | Luxemburg – Spanje       | 0 – 4   | EK 2016 kwalificatie   | 4          | 0                                          | 0           |
| 18 november 2014 | Osaka, Japan              | Japan – Australië        | 2 – 1   | Vriendschappelijk      | 2          | 0                                          | 0           |
| 12 juni 2015     | Oslo, Noorwegen           | Noorwegen – Azerbeidzjan | 0 – 0   | EK 2016 kwalificatie   | 1          | 0                                          | 0           |
| 10 oktober 2015  | Andorra la Vella, Andorra | Andorra – België         | 1 – 4   | EK 2016 kwalificatie   | 7          | 0                                          | 0           |
| 29 maart 2016    | Wenen, Oostenrijk         | Oostenrijk – Turkije     | 1 – 2   | Vriendschappelijk      | 3          | 0                                          | 0           |
| 10 oktober 2016  | Riga, Letland             | Letland – Hongarije      | 0 – 2   | WK 2018 kwalificatie   | 5          | 0                                          | 0           |
| 11 juni 2017     | Skopje, Macedonië         | Macedonië – Spanje       | 1 – 2   | WK 2018 kwalificatie   | 7          | 0                                          | 0           |
| 9 oktober 2017   | Belgrado, Servië          | Servië – Georgië         | 1 – 0   | WK 2018 kwalificatie   | 5          | 0                                          | 0           |
| 26 februari 2018 | Jeddah, Saoedi-Arabië     | Saoedi-Arabië – Moldavië | 3 – 0   | Vriendschappelijk      | 1          | 0                                          | 0           |
| 6 september 2018 | Wenen, Oostenrijk         | Oostenrijk – Zweden      | 2 – 0   | Vriendschappelijk      | 1          | 0                                          | 0           |
| 15 oktober 2018  | Tampere, Finland          | Finland – Griekenland    | 2 – 0   | Nations League 2018/19 | 1          | 0                                          | 0           |
| 9 september 2019 | Glasgow, Schotland        | Schotland – België       | 0 – 4   | EK 2020 kwalificatie   | 3          | 0                                          | 0           |
| 17 november 2019 | Pristina, Kosovo          | Kosovo – Engeland        | 0 – 4   | EK 2020 kwalificatie   | 1          | 0                                          | 0           |
| 13 oktober 2020  | Kiev, Oekraïne            | Oekraïne – Spanje        | 1 – 0   | Nations League 2020/21 | 0          | 0                                          | 0           |